# 畠山貞政
畠山 貞政（はたけやま さだまさ）は、戦国時代後期から江戸時代前期にかけての武将。畠山尾州家当主。

## 生涯
弘治3年（1557年）、畠山政尚の子として生まれる。
河内半国及び紀伊の守護である畠山氏の家督は、政尚の兄・高政から弟・秋高に譲られており、貞政は秋高（または高政）の養子となってその跡を継いだ。元亀4年（1573年）に守護代・遊佐信教により秋高が殺害された後は、室町幕府の滅亡もあって、畠山氏が守護の座に就くことはなくなったが、紀伊国有田郡に所領を持つ有力領主としての地位は保持していた。
天正12年（1584年）、羽柴秀吉と徳川家康が争った小牧・長久手の戦いの際、家康の誘いで紀伊での挙兵を計画するが、秀吉と家康が和睦したため未遂に終わった。
翌天正13年（1585年）3月、秀吉が紀州攻めに乗り出すと、畠山氏は湯川氏らとともにそれに抵抗した。同月下旬には、仙石秀久、中村一氏、小西行長らにより鳥屋城（現在の和歌山県有田川町）が攻め落とされ、畠山式部大輔や根来寺法師蓮蔵院らが討死する。また、貞政の居城・岩室城（有田市）も秀吉軍に攻められて落城した。この時、貞政の家臣・白樫某（左衛門尉か）が、畠山家の存続と引き換えに内応することを秀吉に申し入れ、この白樫某が城に火を放ち兵を挙げたことで岩室城は陥落したという。
貞政はこの後、京や堺、高野山などを遍歴した後、摂津国小平野庄に住んだとされる。
寛永18年（1641年）3月7日に死去。享年85。
貞政の子・政信は、寛永元年（1624年）より3代将軍・徳川家光に仕え、その子・基玄の代に奥高家へと任じられた。